# Liste der nassauischen Herrscher
Die nachfolgende Liste der nassauischen Herrscher nennt die Grafen, Fürsten, Herzöge und Könige aus dem Haus Nassau, gegliedert nach den jeweils von ihnen regierten Territorien und Staaten.

## Grafen von Nassau (bis 1255)
- Ruprecht I. (1123–1154), Sohn von Dudo von Laurenburg
- Walram I. (1154–1198), Sohn von Ruprecht I. - Hauptlinie
- Ruprecht II. (1154–1159), Sohn von Ruprecht I.
- Heinrich I. (1159–1167), Sohn von Arnold I. (Laurenburg)
- Ruprecht III. (1160–1191), Sohn von Arnold I. (Laurenburg)
- Heinrich II. der Reiche (1198–1251), Sohn von Walram I.
- Die Brüder Walram II. und Otto I., Söhne von Heinrich II., folgen zunächst (ab 1251) gemeinsam, dann beschließen sie 1255 eine Teilung der Lande.

Hierbei ist die walramsche Linie zwar die ältere, die ottonische aber die bedeutendere Linie.

## Walramsche Linie
- Walram II. (1255–1277)
- Adolf (1277–1298, ab 1292 auch Deutscher König), Sohn des vorherigen
- Ruprecht VI. (1298–1305), Sohn von König Adolf
- Gerlach I. 1305–1361, Sohn von König Adolf

1355 erneute Teilung in Nassau-Idstein, Nassau-Weilburg und Nassau-Sonnenberg.

### Grafen von Nassau-Sonnenberg (1355–1405)
1405 fiel die Herrschaft zu gleichen Teilen an Nassau-Idstein und Nassau-Weilburg.
- Kraft (1355–1356), Sohn von Gerlach I., gefallen in der Schlacht bei Maupertuis
- Ruprecht VII. (1356–1390), Sohn von Gerlach I.

### Grafen von Nassau-Wiesbaden-Idstein (1355–1509)
- Adolf I. (1355–1370), Sohn von Gerlach I.
- Walram IV. (1370–1393)
- Adolf II. (1393–1426)
- Johann (1426–1480)

Nach dem Tod von Johann am 9. Mai 1480 regieren seine Söhne Philipp und Adolf III. gemeinsam,
Philipp in Idstein und Adolf in Wiesbaden. Adolf begründet damit Nassau-Wiesbaden.
- Philipp (1480–1509)

Nach seinem Tod fällt Idstein an Wiesbaden.

### Grafen von Nassau-Wiesbaden (1480–1605)
1509 fällt nach dem Aussterben der dortigen Linie Nassau-Idstein an Nassau-Wiesbaden.
- Adolf III. (1443–1511)
- Philipp der Ältere (1492–1558)
- Philipp der Jüngere (1516–1566)
- Balthasar (1520–1568)
- Johann Ludwig I. (1567–1596)
- Johann Ludwig II. (1596–1605)

Mit dem Tod des jungen Johann Ludwig II. stirbt diese Linie aus. Nassau-Wiesbaden fällt an Nassau-Weilburg.

### Grafen von Nassau-Weilburg (1355–1627)
Im Jahre 1429 stirbt Philipp I., Graf zu Nassau und zu Saarbrücken, Herr zu Weilburg etc. Er hat zwei Söhne, Graf Johann (1423–1472) und Graf Philipp (1429). 1442 wird Nassau-Weilburg geteilt in Nassau-Weilburg und Nassau-Saarbrücken. Letzteres fällt 1574 wieder zurück an Nassau-Weilburg. Nachdem auch Nassau-Wiesbaden 1605 wieder an Nassau-Weilburg fällt, sind die Länder der walramschen Linie wieder vereinigt. 1627 bis 1629 regieren die Brüder Wilhelm Ludwig, Johann und Otto gemeinsam, danach werden die Lande wieder geteilt.
Grafen unter anderem:
- Johann I. (1355–1371), Sohn von Gerlach I.
- Philipp I. (1371–1429) (identisch mit Philipp I. von Nassau-Saarbrücken)
- Johann II. (1429–1472) (identisch mit Johann III. von Nassau-Saarbrücken)
- Philipp II. (1429–1492)
- Ludwig I. (1492–1523)
- Philipp III. (1523–1559)
- Albrecht (1559–1593). Residenz ab 1575 in Ottweiler.
- Philipp IV. (1559–1602) (identisch mit Philipp III. von Nassau-Saarbrücken)
- Ludwig II. (1593–1627), Sohn von Albrecht. Er regierte in Saarbrücken, seine Brüder Wilhelm († 1597) und Johann Casimir († 1602) in Nassau-Weilburg.
- Wilhelm (1593–1597)
- Johann Casimir (1593–1602)
- Wilhelm Ludwig (1627–1629)
- Johann (1627–1629)
- Otto (1627–1629)

### Grafen und Fürsten von Nassau-Saarbrücken (1442–1799)
1381 fällt die Grafschaft Saarbrücken nach dem Aussterben der Grafen von Saarbrücken-Commercy an das Haus Nassau, und zwar an die Linie Nassau-Weilburg. Nach einer vorübergehenden Teilung (1547–1559) fällt Nassau-Saarbrücken 1574 wieder an Nassau-Weilburg. 1627 erneute Teilung in mehrere Linien (Idstein, Saarbrücken, Weilburg, Ottweiler), die 1723 bzw. 1728 aussterben, wodurch Nassau-Saarbrücken und Nassau-Ottweiler an Nassau-Usingen fallen, das Saarbrücken 1735 wieder abteilt.
Die ersten drei Linien stellen somit Nebenlinien des Hauses Nassau-Weilburg dar, die vierte Linie dagegen eine Nebenlinie des Hauses Nassau-Usingen.

#### Ältere Linie Nassau-Saarbrücken
Die Zählung der Grafen setzt hier die Zählung der Grafen der Grafschaft Saarbrücken fort
- Philipp I. (1381–1429) (identisch mit Philipp I. von Nassau-Weilburg)
- Johann III. (1429–1472) (identisch mit Johann II. von Nassau-Weilburg)
- Johann Ludwig I. (1472–1545)
- Philipp II. (1545–1554)
- Johann IV. (1554–1574) (letzter katholischer Graf)

#### Linie Nassau-Saarbrücken-Weilburg
- Philipp III. (1575–1602) (identisch mit Philipp IV. von Nassau-Weilburg)
- Ludwig II. (1602–1627) (identisch mit Ludwig II. von Nassau-Weilburg)
- Wilhelm Ludwig (1627–1640)
- Kraft (1640–1642)

#### Jüngere Linie Nassau-Saarbrücken
- Gustav Adolf (1659–1677)
- Ludwig Kraft (1677–1713)
- Karl Ludwig (1713–1723)

#### Linie Nassau-Saarbrücken-Usingen
gefürstete Grafen aus der Linie Nassau-Usingen
- Wilhelm Heinrich (1735–1768),

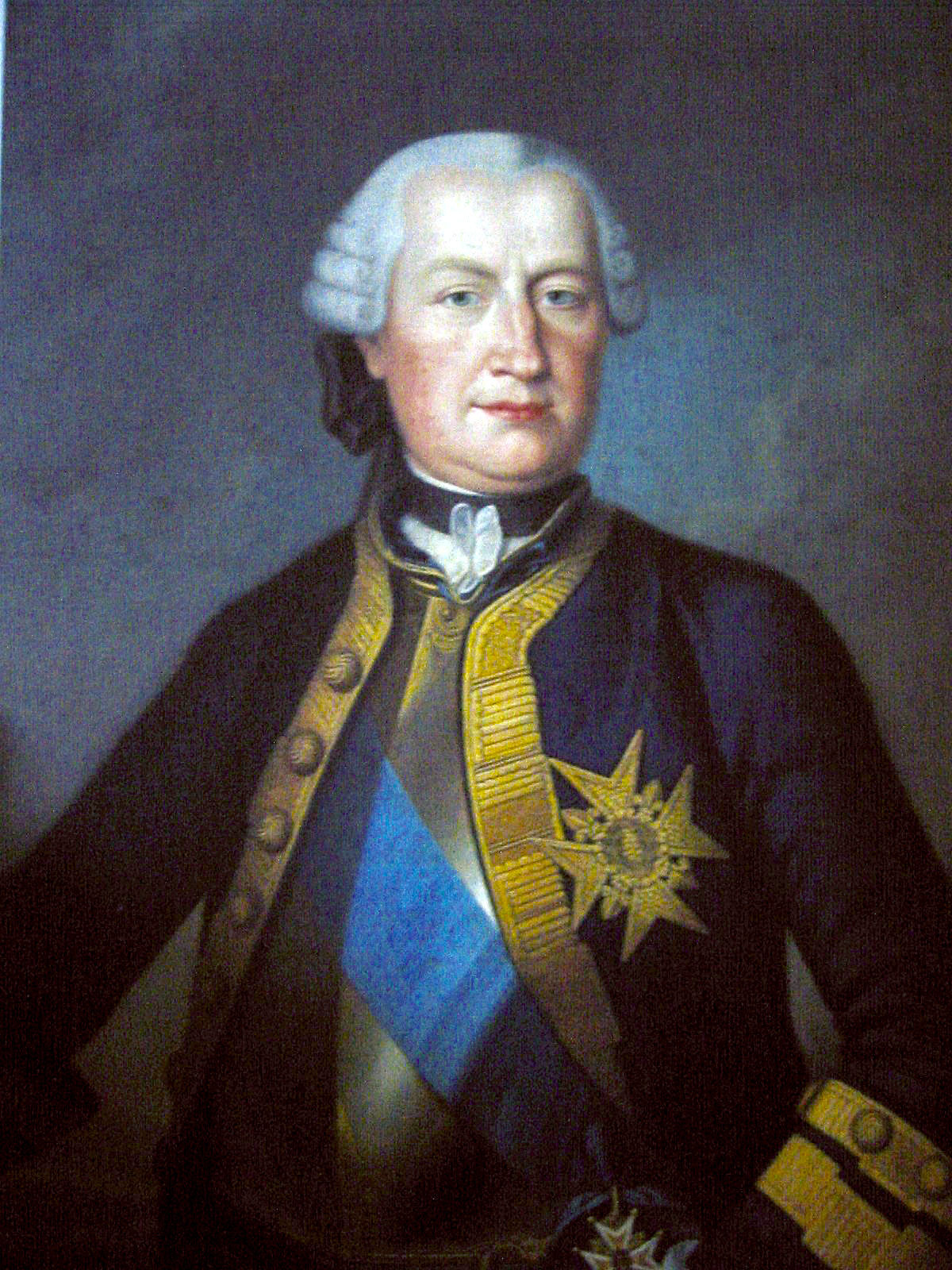
Wilhelm Heinrich von Nassau-Saarbrücken

- Ludwig (1768–1794), seit 1793 im Exil
- Heinrich Ludwig (1794–1799), Erbprinz, regierte nie

### Grafen von Nassau-Idstein (1629–1721)
- Johann (1603–1677), Sohn von Ludwig II. von Nassau-Weilburg
- Georg August (1665–1721)

Nach 1721 fällt Nassau-Idstein an Nassau-Ottweiler.

### Grafen von Nassau-Ottweiler (1640–1728)
Diese Linie erbt 1721 Nassau-Idstein und 1723 Nassau-Saarbrücken. 1728 fällt sie an Nassau-Usingen.
- Johann Ludwig (1640–1690)
- Friedrich Ludwig (1680–1728)

### Grafen vonNassau-Usingen(1640–1806)
Diese Linie erbt 1728 Idstein, Saarbrücken und Ottweiler. 1735 wird Saarbrücken wieder abgeteilt. Nassau-Usingen (Hauptstadt seit 1734: Wiesbaden) wird 1806 zum Herzogtum erhoben.
- Walrad (1659–1702), gefürstet
- Wilhelm Heinrich d. Ä. (1702–1718)
- Karl (1718–1775)
- Karl Wilhelm (1797–1803)
- Friedrich August (1803–1806), wird 1806 Herzog zu Nassau.

### Grafen und Fürsten von Nassau-Weilburg (1629–1816)
1688 Verleihung des Fürstentitels, der jedoch erst ab 1737 geführt wird. 1816 Vereinigung der walramschen Linie und Erbe der Herzogswürde.
- Ernst Casimir (1627–1655)
- Friedrich (1655–1675)
- Johann Ernst (1675–1719), 1688 gefürstet, nimmt den Titel jedoch nicht an.
- Karl August (1719–1737), Sohn des vorigen, nimmt 1737 an seinem 52. Geburtstag den Fürstentitel an.
- Karl Christian (* 1735; † 28. November 1788), Sohn des vorigen, Fürst von 1753 bis 1788
- Friedrich Wilhelm (* 25. Oktober 1768 in Den Haag (Niederlande); † 9. Januar 1816 in Schloss Weilburg), Sohn des vorigen, Fürst von 1788 bis 1816
- Wilhelm (* 14. Juni 1792 in Kirchheimbolanden; † 20. August 1839 in Bad Kissingen), Sohn des vorigen, folgt seinem Vater als Fürst von Nassau-Weilburg, erhält am 24. März 1816 die Herzogswürde nach Tod von Friedrich August von Nassau-Usingen.

### Herzöge zu Nassau (1806–1866)
- Friedrich August (* 23. April 1738 in Usingen; † 24. März 1816 in Biebrich) Herzog von 1806 bis 1816, mit ihm stirbt die Linie Nassau-Usingen aus.
- Wilhelm I. (* 14. Juni 1792 in Kirchheimbolanden; † 20. August 1839 in Bad Kissingen), Herzog von 1816 bis 1839, Sohn von Friedrich Wilhelm von Nassau-Weilburg
- Adolph (* 24. Juli 1817 auf Schloss Biebrich; † 17. November 1905 auf Schloss Hohenburg, Bayern), Sohn des vorigen; Herzog von 1839 bis zu Depossedierung am 20. September 1866.

### Großherzöge von Luxemburg (1890–1912)
Nach Aussterben der ottonischen Linie fällt Luxemburg an die walramsche Linie, während in den Niederlanden auch die weibliche Erbfolge gilt. 1912 starb mit Wilhelm IV. das Gesamthaus Nassau in männlicher Linie aus.
- Adolph I., regierte 1890–1905, zuvor Herzog von Nassau (bis 1866)
- Wilhelm IV., regierte 1905–1912, Sohn des vorigen
- Fortführung der Reihe siehe Großherzöge von Luxemburg

## Ottonische Linie
- Otto I. (1255–1289).

Dessen Söhne bis 1303 gemeinsam
- Emich I. (1290–1303)
- Heinrich III. (1290–1303)
- Johann (1290–1303)

1303 Teilung in Dillenburg, Hadamar und Siegen.

### Grafen von Nassau-Dillenburg (1303–1328)
- Johann (1303–1328)

Fällt 1328 an Nassau-Siegen, das ab dann Nassau-Dillenburg heißt.

### Grafen von Nassau-Hadamar (1303–1394)
- Emich I. (1303–1334)
- Johann (1334–1365)
- Emich II. (1334–1359)
- Heinrich (1365–1368)
- Emich III. (1365–1394)

Fällt 1394 an Nassau-Dillenburg.

### Grafen vonNassau-Beilstein(1343–1561)
Entsteht 1343 durch Teilung von Nassau-Dillenburg
- Heinrich I. (1343–1380)
- Heinrich II. (1380–1412)
- Johann I. (1412–1473)
- Heinrich IV. (1473–1499)
- Johann II. (1499–1513)
- Johann III. (1513–1561)

Fällt 1561 an Nassau-Dillenburg zurück.

### Grafen von Nassau-Siegen (1303–1328)
- Heinrich III. (1303–1328)

Erbt 1328 Nassau-Dillenburg und benennt sich fortan danach.

### Grafen von Nassau-Dillenburg (1328–1606)
Vormals Nassau-Siegen. 1341 teilt sich Nassau-Beilstein hiervon ab. 1561 Vereinigung der ottonischen Linie nach Erbe von Nassau-Beilstein. Die Nebenlinie Nassau-Breda (ab 1475) werden Prinzen von Oranien (siehe unten).
- Heinrich (1328–1343)
- Otto II. (1343–1350)
- Johann I. (1350–1416)
- Adolf (1416–1420)
- Johann II. (1420–1443)
- Engelbert I. (1420–1442)
- Johann IV. (1442–1475)
- Engelbert II. (1475–1504)
- Johann V. (1504–1516), Sohn Johanns IV.
- Heinrich III. (1516–1538)
- Wilhelm I. der Reiche (1538–1559), Sohn Johanns V.
- Johann VI. (1559–1606), Sohn Wilhelms des Reichen, Bruder des „Schweigers“.

### Grafen von Nassau-Breda (1475–1538)
- Engelbert II. (1475–1504), Bruder von Graf Johann V. von Nassau-Dillenburg.
- Heinrich III. (1504–1538), Sohn von Graf Johann V. von Nassau-Dillenburg.

### Prinzen von Oranien und Grafen von Nassau-Breda (1538–1702)
1702 erbt die Linie Nassau-Diez Oranien.
- Renatus (1538–1544), Sohn von Heinrich III. von Nassau-Breda. Erbt von seiner Mutter das Fürstentum Oranien.
- Wilhelm I. der Schweiger (1545–1584), Sohn von Graf Wilhelm dem Reichen von Nassau-Dillenburg.
- Philipp Wilhelm (1584–1618), Sohn des vorigen.
- Moritz (1618–1625), Bruder des vorigen.
- Friedrich Heinrich (1625–1647), Bruder des vorigen.
- Wilhelm II. (1647–1650), Sohn des vorigen.
- Wilhelm III. (1650–1702), Sohn des vorigen. Mit ihm stirbt die Linie Nassau-Oranien aus.

### Statthalter der Niederlande (1538–1702)
- Wilhelm der Schweiger von Nassau-Oranien (1578–1584).
- Moritz (1584–1625), Sohn des vorigen.
- Friedrich Heinrich (1625–1647), Bruder des vorigen.
- Wilhelm II. (1647–1650), Sohn des vorigen.
- Wilhelm III. (1672–1702), Sohn des vorigen.

### Könige von England (1689–1702)
- Wilhelm III. (1689–1702), auch Prinz von Oranien und Statthalter der Niederlande.

Nach dem Tode Graf Johanns VI. des Älteren von Nassau-Dillenburg werden die ottonischen Lande wieder geteilt, während die niederländischen Besitzungen in der Linie Nassau-Breda / Oranien verbleiben.

### Grafen von Nassau-Hadamar (1607–1650) und Fürsten von Nassau-Hadamar (1650–1743)
1650 gefürstet, 1711 geteilt, 1743 an Nassau-Diez.
- Johann Ludwig von Nassau-Hadamar (1620–1653), gefürstet 1650
- Moritz Heinrich von Nassau-Hadamar (1653–1679)
- Franz Alexander von Nassau-Hadamar (1679–1711)

### Grafen von Nassau-Siegen (1607–1664) (reformiert) und Fürsten von Nassau-Siegen (1664–1734) (reformiert)
- Johann I. (1607–1623)
- Johann VIII. (1623–1638)
- Georg Friedrich (1638–1674)
- Johann Moritz (1674–1679)
- Wilhelm Moritz (1679–1691)
- Johann Franz Desideratus (1691–1699)
- Wilhelm Hyacinth (1699–1707)
- Friedrich Wilhelm I. Adolf (1707–1722)
- Friedrich Wilhelm II. (1722–1734)

1623 Abteilung einer katholischen Linie, 1664 gefürstet, 1734 an katholische Linie.

### Grafen von Nassau-Siegen (katholisch) (1623–1652) und Fürsten von Nassau-Siegen (katholisch) (1652–1743)
1652 gefürstet, 1743 an Nassau-Diez
- Johann VIII. (1623–1638)
- Johann Franz Desideratus (1627–1699)
- Wilhelm Hyacinth (1699–1734)

### Grafen von Nassau-Dillenburg (1607–1620)
Wilhelm Ludwig von Nassau-Dillenburg (1560–1620)

### Grafen von Nassau-Beilstein (1607–1620)
1620 Erbe von Nassau-Dillenburg, deren Namen diese Linie fortan trägt.
Georg, Graf von Nassau-Beilstein (1562–1623)
erbt nach dem Tode seines Bruders Wilhelm Ludwig
Nassau-Dillenburg und vereinigt dieses mit Nassau-Beilstein.

### Grafen von Nassau-Dillenburg (1620–1654) und Fürsten von Nassau-Dillenburg (1654–1739)
1654 in den Reichsfürstenstand erhoben
- 1606–1623 Georg (1562–1623)
- 1623–1662 Ludwig Heinrich (1594–1662) bis 1626 zusammen mit seinem Bruder Albrecht (1596–1626)
- 1654–1676 Adolf (1629–1676) bis 1662 zusammen mit seinem Vater Ludwig Heinrich
- 1676–1701 Heinrich (1641–1701)
- 1701–1724 Wilhelm II. (1670–1724)
- 1724–1739 Christian (1688–1739)

1739 an Nassau-Diez

### Grafen von Nassau-Diez (1607–1655) und Fürsten von Nassau-Diez (1655–1806)
- Ernst Casimir, Sohn Johanns VI., (1607–1632)
- Heinrich Casimir I. (1632–1640)
- Wilhelm Friedrich (1640–1664), 1655 gefürstet.
- Heinrich Casimir II. (1657–1696)
- Johann Wilhelm Friso (1696–1711)
- Wilhelm IV. Friso, Sohn von Johann Wilhelm Friso von Nassau-Diez, (1711–1751)
- Wilhelm V. Batavus, Sohn des vorigen, (1751–1806)

### Prinzen von Oranien (1713–1815)
Nassau-Diez führt seit 1713 auch den Titel Prinz von Oranien, das Fürstentum Orange fällt jedoch im selben Jahr an Frankreich.
- Wilhelm IV. Friso, Sohn von Johann Wilhelm Friso von Nassau-Diez, (1713–1751)
- Wilhelm V. Batavus, Sohn des vorigen, (1751–1795)
- Wilhelm VI., Sohn des vorigen, (1795–1813)

### Statthalter der Niederlande (1747–1795)
- Wilhelm IV. Friso, Sohn von Johann Wilhelm Friso von Nassau-Diez, (1747–1751)
- Wilhelm V. Batavus, Sohn des vorigen, (1751–1795)

### König der Niederlandeund Großherzog von Luxemburg (1815–1890)
- Wilhelm I. (1815–1840)
- Wilhelm II. (1840–1849)
- Wilhelm III. (1849–1890) Mit ihm starb die jüngere, ottonische Linie des Hauses Nassau aus, Nachfolge in Luxemburg geht an die walramsche Linie.
- Fortsetzung in der Liste der Herrscher der Niederlande